# Novoselo Bilajsko
Novoselo Bilajsko – wieś w Chorwacji, w żupanii licko-seńskiej, w mieście Gospić. W 2011 roku liczyła 112 mieszkańców.